# Thorsten Schmitz
Thorsten Schmitz (geboren 1966 in Frankfurt am Main) ist ein deutscher Journalist.

## Leben
Thorsten Schmitz studierte Politikwissenschaft und Volkswirtschaft bis zum Vordiplom und absolvierte die Deutsche Journalistenschule in München. Ab 1992 Reporter bei der tageszeitung, später freier Mitarbeiter bei GEO, Die Zeit und Frankfurter Rundschau. Ab 1998 war Schmitz Israel-Korrespondent der Süddeutschen Zeitung (SZ). Seit 2009 ist er wieder in Deutschland und ist Redakteur im Dossier-Ressort "Buch Zwei" und schreibt vor allem dort und für die Seite Drei der SZ.

## Werk und Rezeption
Zum 2000 im Wiener Picus-Verlag erschienenen Sammelband mit seinen Reportagen aus Israel Abraham zwischen den Welten befand Katja Klenk im jüdischen Online-Magazin Hagalil, dass Schmitz ein „mitreißendes Porträt eines Landes und seiner Bewohner“ gelungen sei und nennt als Beispiele seine Begegnungen mit der transsexuellen Grand-Prix-d'Eurovision-Siegerin Dana International und dem Nazi-Jäger Efraim Zuroff. Das Buch sei „eine kleine Kostbarkeit“ und zeichne ein so „authentisches Bild Israels“, dass man in einigen Kapiteln glaube „die Farben, Geräusche, Sehenswürdigkeiten und Aromen des Heiligen Landes wahrzunehmen“.

## Auszeichnungen
- 2021: Deutscher Reporter:innenpreis in der Kategorie "Sport"

- 2022: German Paralympic Media Award, Kategorie Artikel
- 2023: Publizistik-Preis der Stiftung Gesundheit für eine Reportage über ein Pflegeheim, das für gute Nachrichten sorgt
- 2024: Für ihre Reportage "Weiter leben" im Buch Zwei vom 23. Dezember 2023 sind Thorsten Schmitz und die israelische Fotografin Ofir Berman, zusammen mit neun anderen Teams, mit dem Hansel-Mieth-Preis 2024 ausgezeichnet worden